# Емельянов, Юрий Николаевич (психолог)
Юрий Николаевич Емельянов (23 июня 1933, Кисловодск, Северо-Кавказский край, РСФСР, СССР — 19 февраля 1996) — советский и российский психолог, специалист в области социальной психологии и культурной антропологии; доктор психологических наук (1991). Профессор факультета социологии Санкт-Петербургского государственного университета (СПбГУ). Создатель и первый заведующий кафедрой культурантропологии факультета социологии СПбГУ.

## Биография
Родился 23 июня 1933 года в Кисловодске, Северо-Кавказский край. В молодости работал экскаваторщиком и машинистом башенного крана, участвовал в освоении целинных земель.
Учился на филологическом факультете Ленинградского университета, однако по семейным обстоятельствам был вынужден вернуться на Кавказ. В 1958 году завершил обучение на историко-филологическом факультете Пятигорского государственного педагогического института. После работал учителем сначала в ставропольских, затем в ленинградских школах, занимал должность завуча. Затем трудился в Центральном научно-исследовательском институте технологии судостроения, где заинтересовался проблемами психологии подбора кадров и управления трудовыми коллективами. По материалам зарубежной социальной пихологии с 1971 года начал публиковать свои первые статьи и брошюры.
С 1972 года преподавал в Ленинградском государственном университете (ЛГУ) на факультете психологии; с 1970 года, более тринадцати лет был старшим научным сотрудником лаборатории социальной психологии НИИ комплексных социальных исследований ЛГУ. В 1976 году защитил кандидатскую диссертацию на тему «Социально-психологическое исследование организаторского потенциала руководителя». В 1991 году защитил докторскую диссертацию по социальной психологии на тему «Теория формирования и практика совершенствования коммуникативной компетентност».
В последние годы жизни занимался разработкой общих и психологических проблем культурной антропологии. Один из создателей и первых заведующих кафедрой культурантропологии на факультете социологии СПбГУ. Участвовал в реализации научно-исследовательской программы «Народы России: возрождение и развитие» (1990—1995).
Умер 19 февраля 1996 года.

## Научная деятельность
Основная проблематика научной деятельности — проблемы руководства в трудовом коллективе. Разрабатывал концепцию активного социально-психологического обучения деловому общению, совершенствованию коммуникативной компетентности и организационного потенциала руководителей и специалистов. Впоследствии проблематика развилась в концепцию общего социально-психологического потенциала. Один из зачинателей внедрения активных методов обучения в советскую и российскую практику.
В 1970-х годах индивидуально и в соавторстве опубликовал ряд таких содержательных работ, как «Руководство трудовыми коллективами» (1972), «Руководитель и коллектив. Социально-психологический очерк» (1974; в соавторстве), «Проблемы руководства и организационный климат» (1972), а также ряд таких статей в научных журналах и сборниках, как «Понятие организаторского потенциала в психологии управления» (1979), «К критике „теории черт“ лидера» (1973), «Активные методы психологической подготовки руководителей трудовых коллективов» (1980), и другие. В этих и других работах разработал социально-психологическую модель личности руководителя и его деятельности в условиях определённого коллектива; проанализировал когнитивную, эмоциональную и поведенческую компоненты деятельности, разработал модели Я-образа и Я-концепции руководителя, его организаторского потенциала и стиля руководства. Рассматривал социально-психологические проблемы делового общения, качества межличностной среды и то, как они влияют на эффективность управления.
В 1990-х годах в исследованиях, в частности в «Активные методы социально-психологической подготовки руководителей и специалистов» (1984), «Активное социально-психологическое обучение» (1985), «Обучение паритетному диалогу. Учебное пособие» (1991), «Активные групповые методы социально-психологической подготовки специалистов» (1986), «Эффект трансситуативного научения» (1987) и других, уделял большое внимание активным методам подготовки специалистов и руководителей, паритетному диалогу, коммуникативной компетентности; разработал тему теории и практики социально-психологического тренинга. Считал активизацию коммуникативных процессов важным направлением совершенствования трудовых отношений и межличностного общения. Им для практического использования была разработана и предложена модель трансситуационного научения.
Одним из направлений деятельности была и культурная антропология, новое направление для российской науки 1990-х годов; в рамках этого направления разработал первые учебные программы — «Введение в культурантропологию» (1992) и «Основы культуральной антропологии» (1994); в 1996 году под его редакцией учениками было подготовлено учебное пособие «Культурная антропология». После успешной апробации курса у Емельянова возникла идея включить в перечень специальностей России специальность «социальная/культурная антропология». Подготовленные им обоснования этой специальности и проект учебного плана были одобрены Учёным советом факультета; позже была получена поддержка Учёного совета Университета. В 1993 году Правительство России приняло решение о включении социальной антропологии в перечень специальностей России. В том же году осуществлён первый приём на специальность, открыта кафедра культурной антропологии и этнической социологии. Подготовил и читал студентам два базовых курса — «Введение в специальность» и «Основы социальной (культуральной) антропологии», и ряд спецкурсов.